# I-divisioona 2019
La I-divisioona 2019 è la 37ª edizione del campionato di football americano di secondo livello, organizzato dalla SAJL.

## Squadre partecipanti
| Club                     | Città       | Stadio | Sponsor ufficiale | Risultato nella stagione 2018 |
| ------------------------ | ----------- | ------ | ----------------- | ----------------------------- |
| East City Giants         | Helsinki    |        |                   |                               |
| Kotka Eagles             | Kotka       |        |                   |                               |
| Mikkeli Bouncers         | Mikkeli     |        |                   |                               |
| Pori Bears               | Pori        |        |                   |                               |
| United Newland Crusaders | Hanko/Lohja |        |                   |                               |

## Stagione regolare

### Calendario

#### 1ª giornata
| Lohja 25 maggio 2019, ore 16:00 | United Newland Crusaders | 14 – 23 (0-0 14-7 0-16 0-0) referto | Pori Bears | Harjun kenttä (100 spett.)\| Arbitro: \| M. Makarainen \| |
| Arbitro:                        | M. Makarainen            |                                     |            |                                                           |

| Kotka 25 maggio 2019, ore 16:00 | Kotka Eagles | 65 – 20 (14-6 19-6 18-8 14-0) referto | East City Giants | Karhulan keskuskenttä (85 spett.) |

#### 2ª giornata
| Lohja 1º giugno 2019, ore 16:00 | United Newland Crusaders | 40 – 8 (6-0 14-6 0-0 20-2) referto | Mikkeli Bouncers | Harjun kenttä (52 spett.)\| Arbitro: \| V. Lamminsalo \| |
| Arbitro:                        | V. Lamminsalo            |                                    |                  |                                                          |

| Pori 2 giugno 2019, ore 17:00 | Pori Bears | 6 – 39 (0-6 0-7 6-13 0-13) referto | Kotka Eagles | Porin urheilukeskus (204 spett.)\| Arbitro: \| S. Sipi \| |
| Arbitro:                      | S. Sipi    |                                    |              |                                                           |

#### 3ª giornata
| Mikkeli 8 giugno 2019, ore 14:00 | Mikkeli Bouncers | 11 – 25 (6-0 0-7 3-0 2-18) referto | Pori Bears | Urpolan tekonurmi\| Arbitro: \| J. Lehtinen \| |
| Arbitro:                         | J. Lehtinen      |                                    |            |                                                |

| Helsinki 9 giugno 2019, ore 15:00 | East City Giants | 36 – 28 (14-7 6-14 16-0 7-0) referto | United Newland Crusaders | Myllypuro (138 spett.)\| Arbitro: \| J. Seppelin \| |
| Arbitro:                          | J. Seppelin      |                                      |                          |                                                     |

#### 4ª giornata
| Lohja 14 giugno 2019, ore 19:00 | United Newland Crusaders | 24 – 53 (10-14 6-14 0-13 8-12) referto | Kotka Eagles | Harjun kenttä (100 spett.)\| Arbitro: \| M. Makarainen \| |
| Arbitro:                        | M. Makarainen            |                                        |              |                                                           |

| Helsinki 16 giugno 2019, ore 15:00 | East City Giants | 60 – 35 (6-13 22-0 24-8 8-14) referto | Mikkeli Bouncers | Myllypuro (65 spett.)\| Arbitro: \| V. Lamminsalo \| |
| Arbitro:                           | V. Lamminsalo    |                                       |                  |                                                      |

#### 5ª giornata
| Kotka 29 giugno 2019, ore 16:00 | Kotka Eagles | 67 – 28 (14-0 14-8 20-14 19-6) referto | Mikkeli Bouncers | Karhulan keskuskenttä (110 spett.) |

| Helsinki 30 giugno 2019, ore 15:00 | East City Giants | 31 – 53 (6-6 13-13 6-21 6-13) referto | Pori Bears | Myllypuro (150 spett.)\| Arbitro: \| V. Lamminsalo \| |
| Arbitro:                           | V. Lamminsalo    |                                       |            |                                                       |

#### 6ª giornata
| Helsinki 6 luglio 2019, ore 18:00 | East City Giants | 21 – 68 (7-21 14-14 0-21 0-12) referto | Kotka Eagles | Velodromo di Helsinki (121 spett.)\| Arbitro: \| J. Lehtinen \| |
| Arbitro:                          | J. Lehtinen      |                                        |              |                                                                 |

| Pori 7 luglio 2019, ore 17:00 | Pori Bears | 53 – 8 (14-0 25-8 14-0 0-0) referto | United Newland Crusaders | Porin urheilukeskus (150 spett.)\| Arbitro: \| Sipi \| |
| Arbitro:                      | Sipi       |                                     |                          |                                                        |

#### 7ª giornata
| Mikkeli 13 luglio 2019, ore 14:00 | Mikkeli Bouncers | 41 – 30 (6-13 16-7 13-10 6-6) referto | United Newland Crusaders | Urpolan tekonurmi (100 spett.)\| Arbitro: \| K. Lahtinen \| |
| Arbitro:                          | K. Lahtinen      |                                       |                          |                                                             |

| Kotka 13 luglio 2019, ore 16:00 | Kotka Eagles | 20 – 3 (0-0 0-3 13-0 7-0) referto | Pori Bears | Puistolan kenttä (100 spett.) |

#### 8ª giornata
| Lohja 19 luglio 2019, ore 19:00 | United Newland Crusaders | 43 – 0 (7-0 12-0 10-0 14-0) referto | East City Giants | Harjun kenttä (350 spett.)\| Arbitro: \| J. Lehtinen \| |
| Arbitro:                        | J. Lehtinen              |                                     |                  |                                                         |

| Pori 21 luglio 2019, ore 17:00 | Pori Bears    | 47 – 21 (6-7 20-0 14-8 7-6) referto | Mikkeli Bouncers | Porin urheilukeskus\| Arbitro: \| V. Lamminsalo \| |
| Arbitro:                       | V. Lamminsalo |                                     |                  |                                                    |

#### 9ª giornata
| Kotka 27 luglio 2019, ore 12:00 | Kotka Eagles | 53 – 18 (10-3 14-0 7-0 22-15) referto | United Newland Crusaders | Arto Tolsa Areena (377 spett.) |

| Mikkeli 27 luglio 2019, ore 14:00 | Mikkeli Bouncers | 34 – 14 (7-7 14-0 6-7 7-0) referto | East City Giants | Urpolan tekonurmi (75 spett.)\| Arbitro: \| M. Makarainen \| |
| Arbitro:                          | M. Makarainen    |                                    |                  |                                                              |

#### 10ª giornata
| Mikkeli 3 agosto 2019, ore 14:00 | Mikkeli Bouncers | 7 – 38 (0-7 7-13 0-6 0-12) referto | Kotka Eagles | Urpolan tekonurmi (90 spett.)\| Arbitro: \| T. Julkunen \| |
| Arbitro:                         | T. Julkunen      |                                    |              |                                                            |

| Pori 4 agosto 2019, ore 17:00 | Pori Bears | 38 – 8 (14-0 7-0 10-8 7-0) referto | East City Giants | Porin urheilukeskus (120 spett.)\| Arbitro: \| Sipi \| |
| Arbitro:                      | Sipi       |                                    |                  |                                                        |

### Classifica
La classifica della regular season è la seguente:
- PCT = percentuale di vittorie, G = partite giocate, V = partite vinte,  P = partite perse, PF = punti fatti, PS = punti subiti

| Pos. | Squadra                  | PCT   | G | V | N | P | PF  | PS  |
| ---- | ------------------------ | ----- | - | - | - | - | --- | --- |
| 1    | Kotka Eagles             | 1.000 | 8 | 8 | 0 | 0 | 398 | 127 |
| 2    | Pori Bears               | .750  | 8 | 6 | 0 | 2 | 248 | 152 |
| 3    | Mikkeli Bouncers         | .250  | 8 | 2 | 0 | 6 | 185 | 321 |
| 4    | East City Giants         | .250  | 8 | 2 | 0 | 6 | 190 | 359 |
| 5    | United Newland Crusaders | .250  | 8 | 2 | 0 | 6 | 205 | 267 |

## Playoff

### Tabellone
|  | Semifinali | Semifinali       | Semifinali |            |    | XXXV Spagettimalja | XXXV Spagettimalja | XXXV Spagettimalja |  |
|  |            |                  |            |            |    |                    |                    |                    |  |
|  | 1          | Kotka Eagles     | 34         |            |    |                    |                    |                    |  |
|  | 1          | Kotka Eagles     | 34         |            |    |                    |                    |                    |  |
|  | 4          | East City Giants | 6          |            |    |                    |                    |                    |  |
|  | 4          | East City Giants | 6          |            | 1  | Kotka Eagles       | 30                 |                    |  |
|  |            |                  |            |            | 1  | Kotka Eagles       | 30                 |                    |  |
|  |            |                  | 2          | Pori Bears | 20 |                    |                    |                    |  |
|  | 2          | Pori Bears       | 2          | Pori Bears | 20 | 41                 |                    |                    |  |
|  | 2          | Pori Bears       |            |            |    |                    |                    |                    |  |
|  | 3          | Mikkeli Bouncers | 21         |            |    |                    |                    |                    |  |

### Semifinali
| Pori 10 agosto 2019, ore 14:00 | Pori Bears  | 41 – 21 (14-8 14-13 0-0 11-0) referto | Mikkeli Bouncers | Porin urheilukeskus\| Arbitro: \| K. Lahtinen \| |
| Arbitro:                       | K. Lahtinen |                                       |                  |                                                  |

| Kotka 11 agosto 2019, ore 14:00 | Kotka Eagles | 34 – 6 (7-0 7-0 6-0 14-6) referto | East City Giants | Puistolan kenttä (100 spett.) |

### XXXV Spagettimalja
| Kotka 17 agosto 2019, ore 19:30 | Kotka Eagles | 30 – 20 (7-0 21-0 14-8 0-0) referto | Pori Bears | Arto Tolsa Areena (650 spett.) |

## Verdetti
- Kotka Eagles Vincitori dello Spagettimalja 2019